# NGC 456
NGC 456 je emisijska maglica s otvorenim skupom u zviježđu Tukanu. 

## Vanjske poveznice
- SEDS: NGC 0456